# Ouffières
Ouffières település Franciaországban, Calvados megyében. Lakosainak száma 197 fő (2022. január 1.). Ouffières La Caine, Croisilles, Les Moutiers-en-Cinglais, Montillières-sur-Orne és Thury-Harcourt-le-Hom községekkel határos.

## Népesség
A település népességének változása:
| Lakosok száma | 118  | 135  | 161  | 178  | 190  | 190  | 189  | 191  | 190  | 197  |
|               | 1968 | 1982 | 1990 | 2006 | 2013 | 2015 | 2017 | 2019 | 2020 | 2022 |